# IC 4189
IC 4189 est une galaxie spirale située dans la constellation des Chiens de chasse. Sa vitesse par rapport au fond diffus cosmologique est de 5 059 ± 17 km/s, ce qui correspond à une distance de Hubble de 74,6 ± 5,2 Mpc (∼243 millions d'al). Elle a été découverte par l'astronome allemand Max Wolf en 1903.
La classe de luminosité de IC 4189 est III-IV et elle présente une large raie HI.
À ce jour, trois mesures non basées sur le décalage vers le rouge (redshift) donnent une distance de 77,233 ± 4,450 Mpc (∼252 millions d'al), ce qui est à l'intérieur des valeurs de la distance de Hubble.

## Groupe de NGC 4914
Selon une article publié en 1998 par Abraham Mahtessian, IC 4986 fait partie du groupe de NGC 4914. Ce groupe comprend au moins cinq membres. Les autres galaxies du groupe sont NGC 4868, NGC 4914, NGC 4956 et NGC 4986.
D'autre part, A. M. Garcia mentionne aussi l'existence de ce groupe dans un article publié en 1993, mais il n'y figure que trois galaxies, soit NGC 4846, NGC 4868 et NGC 4914.